# جزیره همسر نقشه‌کش
«جزیره همسر نقشه‌کش» (انگلیسی: The Island of the Mapmaker's Wife) یک فیلم بریتانیایی-هلندی است که در سال ۲۰۰۱ منتشر شد.